# Big Bear Lake (Kalifornija)
Big Bear Lake je grad u američkoj saveznoj državi Kalifornija. Prema popisu stanovništva iz 2010. u njemu je živjelo 5,019 stanovnika.